# San Román de Cameros
San Román de Cameros è un comune spagnolo di 180 abitanti situato nella comunità autonoma di La Rioja.